# Templum
Templum (łac.):
- świątynia
- budynek, w którym odbywały się obrady zgromadzeń ludowych (comitium) w Rzymie
- obszar na ziemi lub niebie wyznaczony przez augurów (kapłanów-wróżbitów) dla prowadzenia np. obserwacji lotu ptaków związanych z wróżbami.